# Couple aux têtes pleines de nuages
Couple aux têtes pleines de nuages est un diptyque réalisé par le peintre espagnol Salvador Dalí en 1936. Les huiles sur contreplaqué qui le composent représentent des tables dans un paysage désertique et sont découpées comme les silhouettes des personnages de L'Angélus de Jean-François Millet. Elles sont conservées au musée Boijmans Van Beuningen, à Rotterdam.